# Pałac w Klecewie
Pałac w Klecewie – zabytkowy pałac we wsi Klecewo (powiat kwidzyński).
Właściciel pałacu Adalbert von Rosenberg-Gruszczyński (1818-1880) wziął za żonę Agnes von Schlippenbach (1831-1899). Jego przyrodnim bratem był Arnold von Rosenberg-Gruszczyński (1824-1883) żonaty z Eugenie von Mecklenburg.
Od frontu ganek z frontonem zawierającym herb von Rosenbergów. Herb właściciela oraz jego żony von Schlippenbach wyrzeźbione w kamieniu, znajdują się na elewacji. 
Obiekt jest częścią zespołu pałacowego z drugiej połowy XIX w., w skład którego wchodzą jeszcze:
- wozownia,
- stajnia, obecnie spichrz,
- rządcówka[1].

inne:
- grobowiec (mauzoleum) na terenie majątku[4] Arnolda von Rosenberg-Gruszczyńskiego (1824-1883) i jego żony Eugenie von Mecklenburg z płyciną zawierającą napis niem. Erbbegraebniss des Freiherrn Arnold v. Rosenberg oraz herbami von Rosenberg i von Mecklenburg[5]

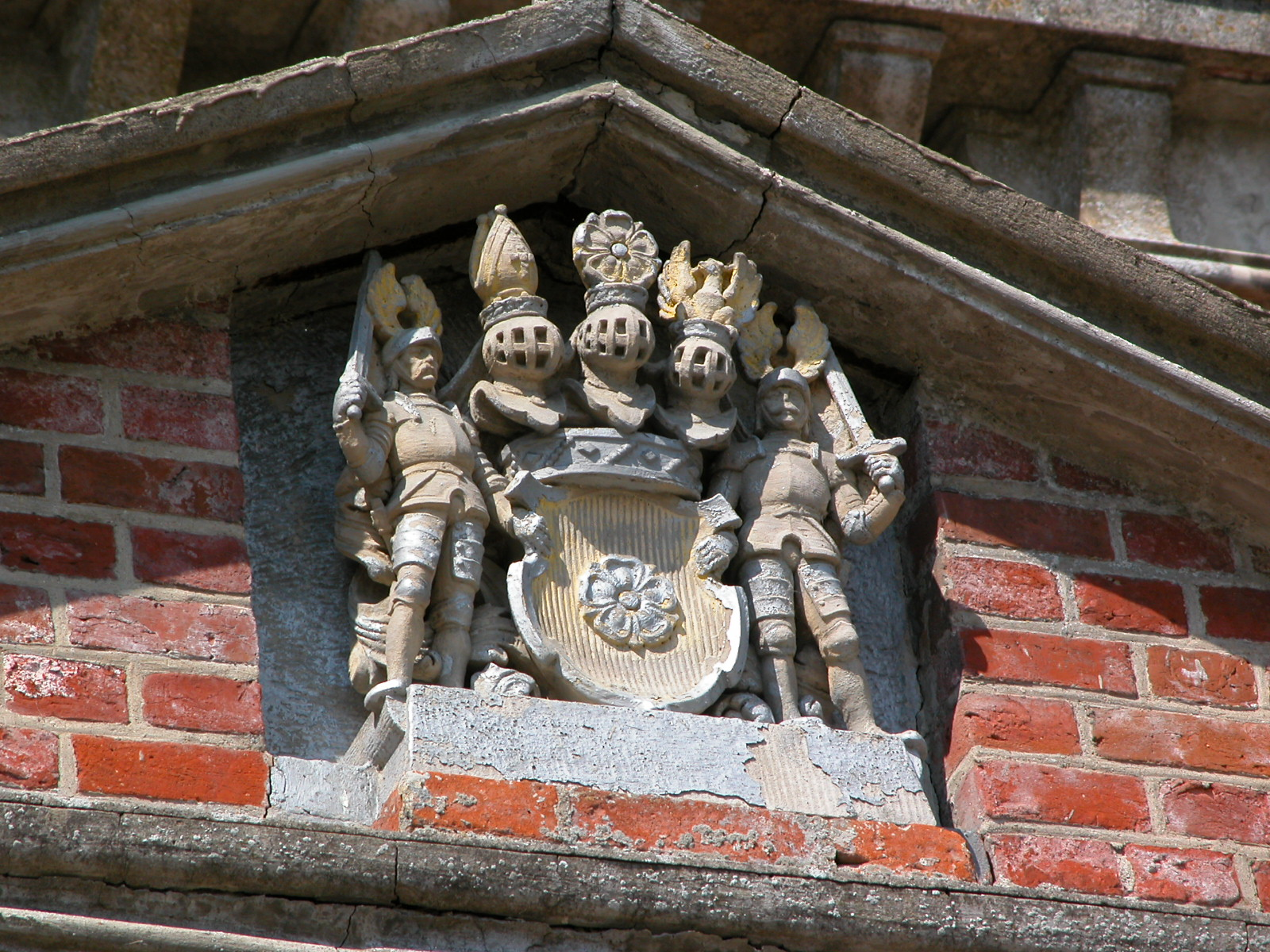
Herb von Rosenberg we frontonie ganku
Herb von Rosenberg
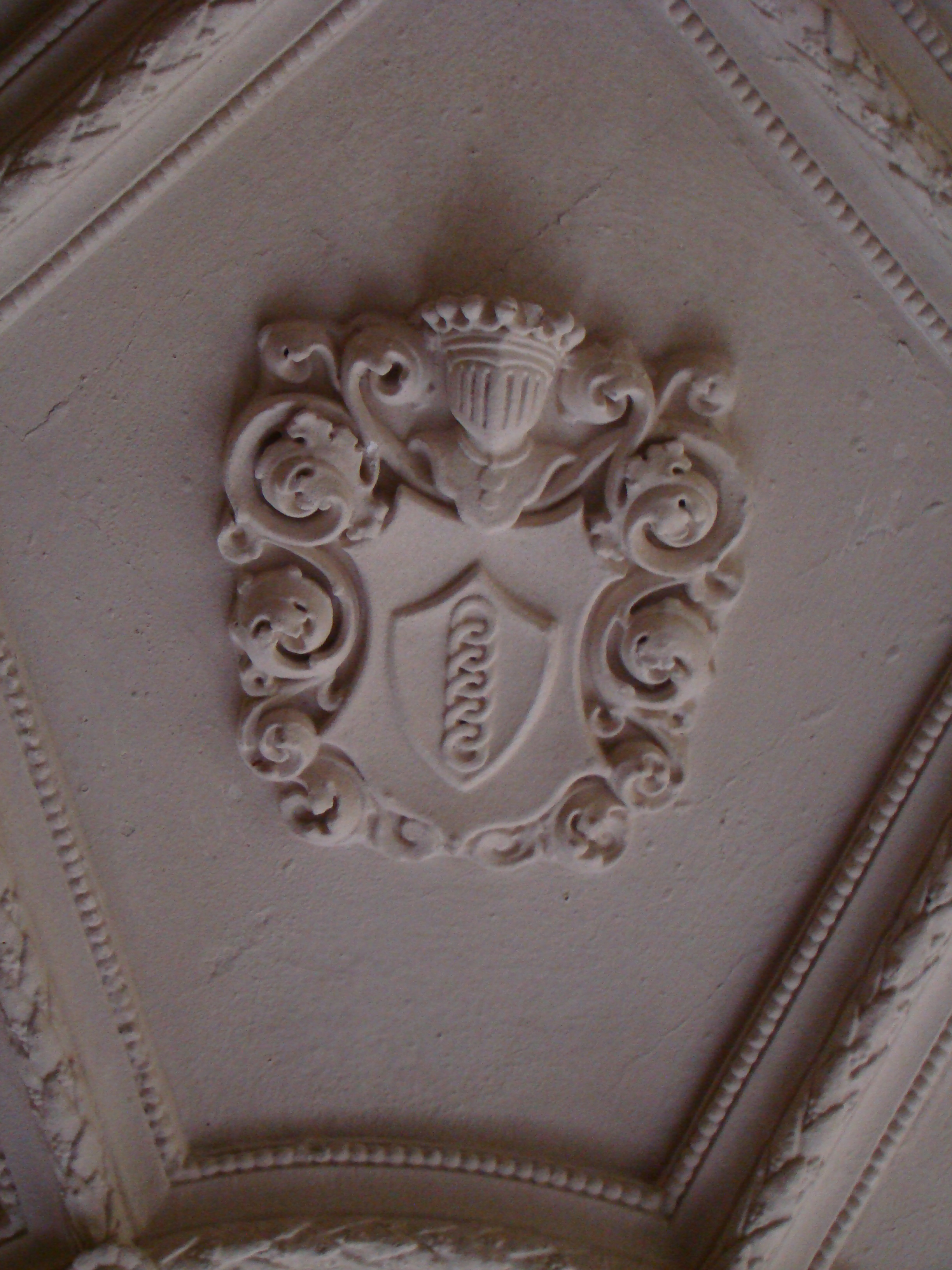
Herb von Schlippenbach na suficie
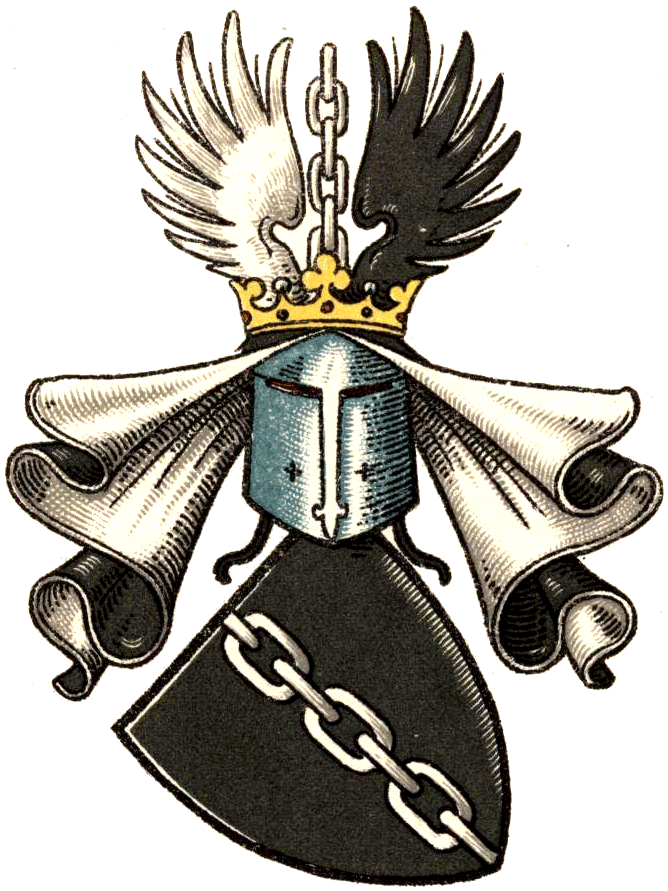
Herb von Schlippenbach
Herb Eugenie von Mecklenburg